# Ullsteinstraße (metropolitana di Berlino)
La stazione di Ullsteinstraße è una stazione della metropolitana di Berlino, sulla linea U6.

## Storia
La stazione di Ullsteinstraße venne aperta all'esercizio il 28 febbraio 1966, come parte della nuova tratta da Tempelhof ad Alt-Mariendorf.

## Strutture e impianti
La stazione di Ullsteinstraße dista 696 m da quella precedente (Kaiserin-Augusta-Straße) e 846 m da quella successiva (Westphalweg).